# マラーの死
『マラーの死』（マラーのし、仏: La Mort de Marat, Marat Assassiné, 英: The Death of Marat）は、フランス新古典主義の画家ジャック＝ルイ・ダヴィッドがフランス革命の指導者ジャン＝ポール・マラーの死を描いた油彩画である。ダヴィッドは当時のフランスを代表する画家で、山岳派のジャコバン党員であるだけでなく、革命保安委員会の一員でもあった。
『マラーの死』はフランス革命を描いた有名な絵画の1つで、1793年7月13日にシャルロット・コルデーに暗殺されたマラーが、浴槽に横たわっている場面を描いている。マラーの死後数か月で描かれ、「政治的要素を材料に脚色をすることなく描かれた」初の近代絵画であると、T・J・クラークに評された。

## 題材となった事件
ジャン＝ポール・マラーは山岳派の指導者の一人だった。山岳派は恐怖政治の時代からテルミドールのクーデターまでの期間にフランスの政界で優勢を誇った急進派である。シャルロット・コルデーは貧乏貴族出身のジロンド派の支持者で、九月虐殺を理由にマラーを政敵として批判していた。彼女は、カーンに滞在していたジロンド派の詳細を記したメモを理由に、マラーの部屋に入る許可を得た。マラーは皮膚炎を患っており、治療のためオートミールを浸した浴槽に入ったまま、そこで仕事をすることもあった。マラーをナイフで刺殺したコルデーは現行犯逮捕され、その4日後にサンソンによってギロチンで処刑された。

## ダヴィッドの政治観
ダヴィッドはフランスを代表する画家であっただけなく、マラーやロベスピエールらと並んで有名な山岳派の一員であった。国民公会美術館部の副官としてルイ16世の死刑に一票を投じ、一般治安委員会委員を務め、そこで大勢の人々に刑を宣告し禁固し、最終的には「尋問部」を統括していた。彼はまた公教育委員会の一員でもあった。

## 様式

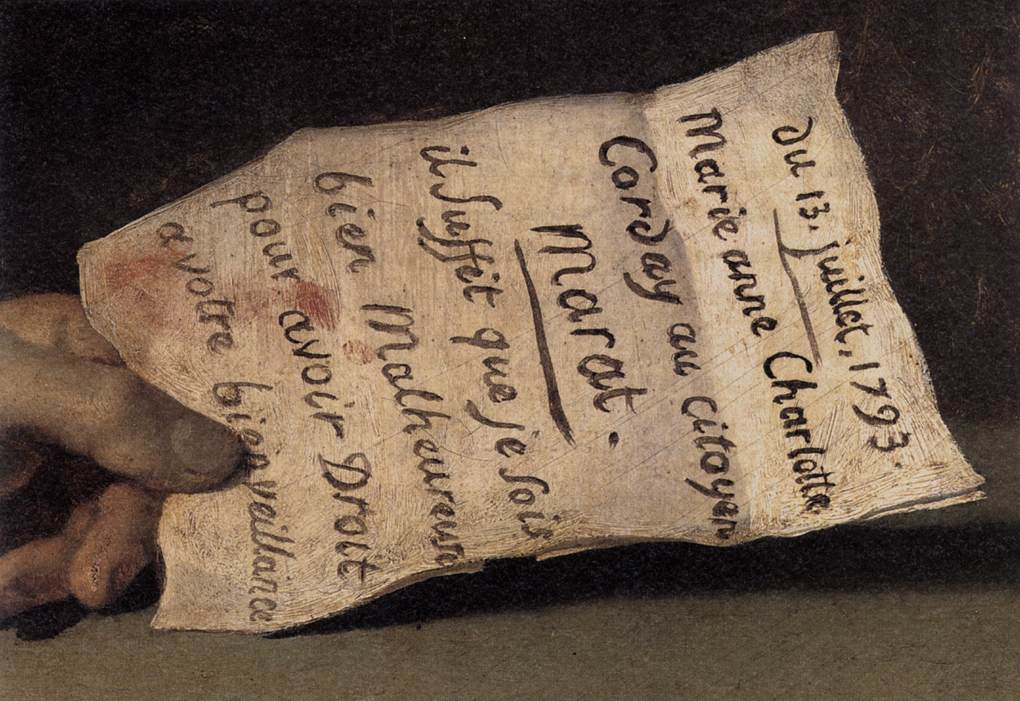
マラーの左手に握られた手紙の拡大。「1793年7月13日、マリー＝アンヌ・シャルロット・コルデーより、市民マラー様へ、私は、たいへん不幸な女でございます。それだけでもあなた様の庇護をもとめる資格のある者でございます (Il suffit que je sois bien malheureuse pour avoir droit a votre bienveillance)」とある。

マラーの姿は理想化されている。たとえば、彼が患っていた皮膚疾患は描かれていない。しかしダヴィッドは、暗殺の前日にマラーの家を訪ねた際に得た情報、すなわち緑の敷物、新聞、ペンについては絵に描きこんでいる。ダヴィッドは国民公会で同輩に、無駄死にさせられた友人の絵を「écrivant pour le bonheur du peuple (人々の幸せのために描く)」と誓っている。『マラーの死』は、魅力的な英雄を記念するために描かれている。
マラーが左手に持つ紙にコルデーの名が見えるが、彼女自身の姿は描かれていない。この絵をよく見ると、マラーが最期の息を引き取ったとき、コルデーやその他大勢が、まだ近くにいたことを示している（コルデーは逃亡しようとしなかった）。つまりダヴィッドは、殉教の恐怖以上のものを記録しようとしている。
この意味で、現実に詳細がどうであったかではなく、この絵全体が当初から、犠牲者に焦点を当てて秩序立てて構成された虚構、現代の批評家の一部が「ひどく美しい嘘」とみなす著しい虚偽なのである。たとえば、実際にはコルデーがマラーの胸に突き刺したまま残したナイフは、絵の中では浴槽の傍らの床に落ちているように、この絵は決して法医学的、化学的な観点から撮った写真ではなく、単純で主観的なイメージに過ぎない。
『マラーの死』はしばしば、ミケランジェロの『ピエタ』と比較される。垂れさがった細い腕が、両作品に共通している。ダヴィッドはカラヴァッジオの作品、特に『キリストの埋葬』を称賛しており、『マラーの死』のドラマと光にもその影響が見られる。
ダヴィッドは、君主制とカトリック教会に長く関連付けられてきた神聖なイメージを、新しいフランス共和国に取り込もうとしていた。彼は、革命の殉教者たるマラーの顔や身体を、キリスト教の殉教者を連想するような柔らかで温かな光で描いた。
キリスト教芸術が当初からそうであったように、ダヴィッドもまた多方面にわたる古典芸術から影響を受けている。パリはローマ同様、首都であり芸術の揺籃の地であって、共和政ローマと同じく新しい政治を生み出すのだという考えを、ダヴィッドは自分の聴衆になることも多いフランス革命の同志に訴えようとしていた。

## 発表後

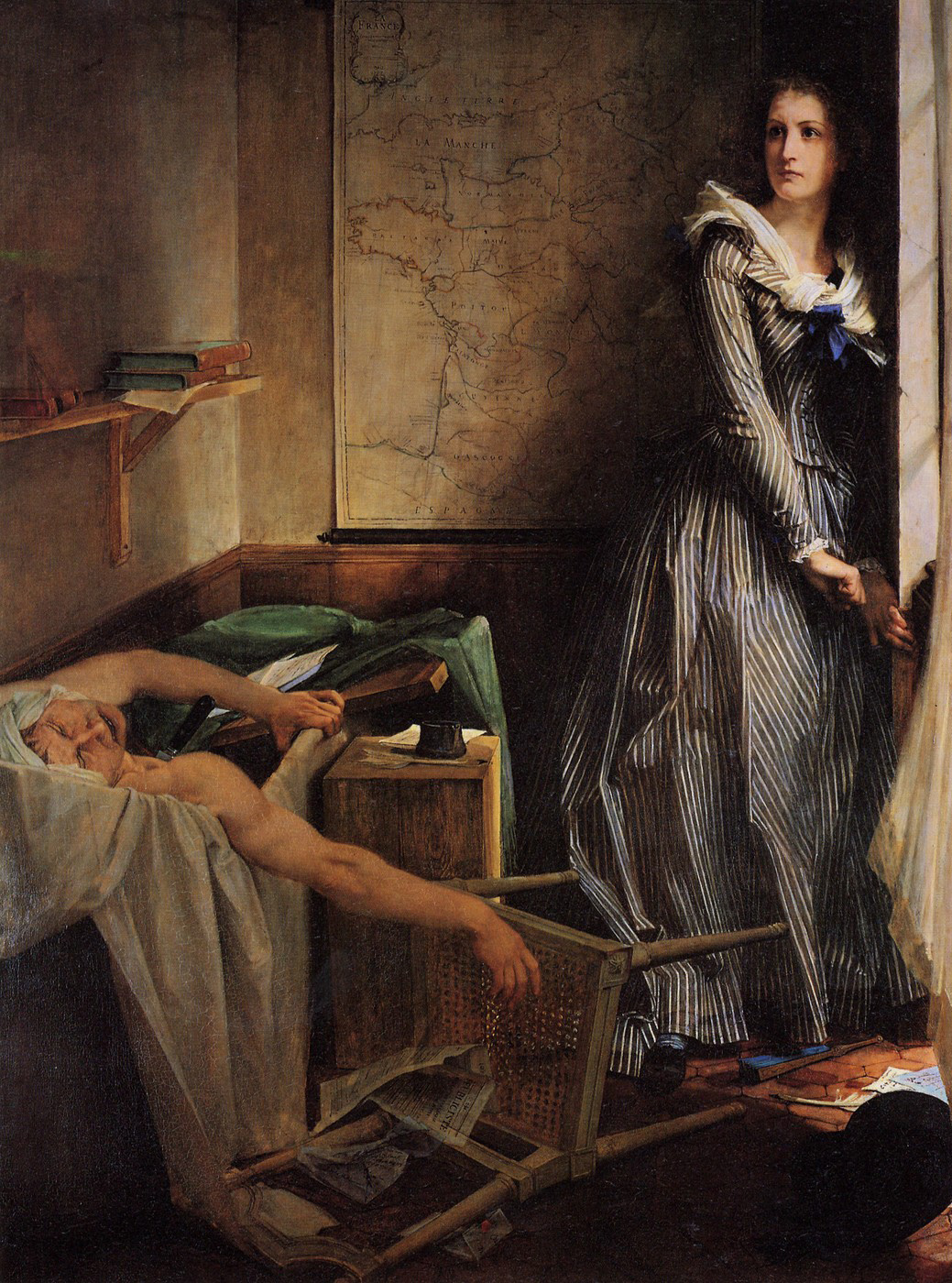
ポール・ボードリーの描いたシャルロット・コルデー。1860年画。

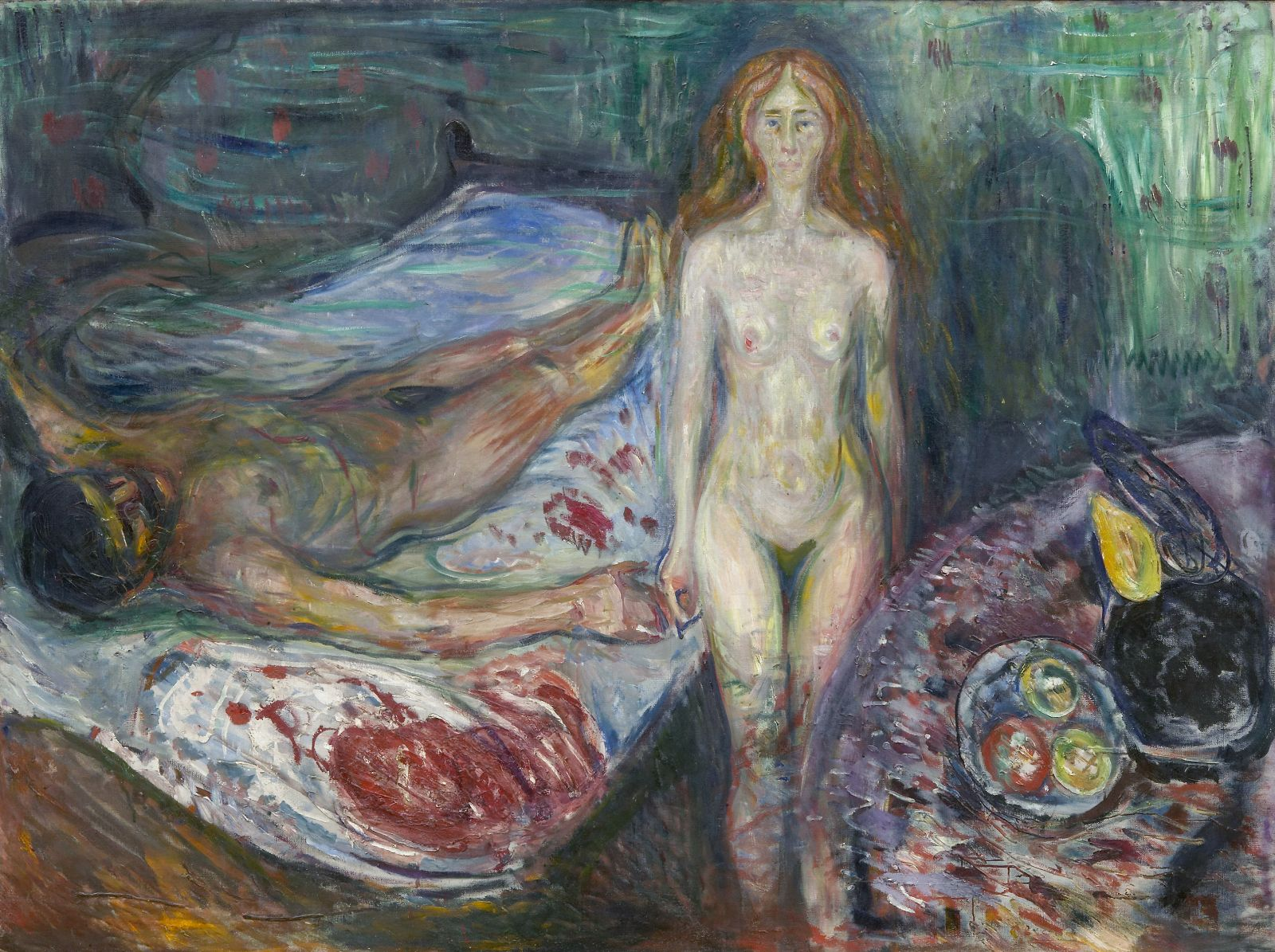
ムンク作『マラーの死』2点のうちの1つ。1907年。

『マラーの死』は広く称賛され、恐怖政治時代の指導者たちはオリジナル作品の複製を数枚注文した。プロパガンダのための複製は、1793年から1794年にかけてダヴィッドの弟子が制作した。ロベスピエール失脚と処刑の後は、『マラーの死』は「歴史の表舞台」から少しずつ消えていった。ダヴィッドの要請により作品は1795年に返却されたが、恐怖政治時代に一般治安委員会に所属した関連から、彼自身も起訴される身であった。彼の復活には、ナポレオンの登場を待たねばならなかった。
1795年から1825年のダヴィッドの死去まで、作品の存在は秘されていた。ダヴィッドがベルギーに亡命していた間『マラーの死』は、ダヴィッドの愛弟子アントワーヌ＝ジャン・グロの手でフランスのいずこかに隠されていた。1826年以降何度か、遺族がその絵を売ろうとしたが、いずれも不成功に終わった。
19世紀中ごろになって批評家により『マラーの死』は再発見された。特にシャルル・ボードレールによる有名な1846年の論評が、芸術家や学者の間に作品に対する興味関心をかき立てた。20世紀になっても、ピカソやムンクは自分自身でもマラーの死をテーマに作品を描いたり、ペーター・ヴァイスが『マルキ・ド・サドの演出のもとにシャラントン精神病院患者たちによって演じられたジャン＝ポール・マラーの迫害と暗殺』を書くなど、『マラーの死』は画家や詩人、作家に影響を与えた。
『マラーの死』の原画は現在、ナポレオン失脚後に亡命を余儀なくされた画家が、静かに余生を過ごした街ブリュッセルにあるベルギー王立美術館に、1886年の遺族の申し出により展示されている。ダヴィッドの弟子により描かれた複製の正確な数は明らかではないが、そのうちの何枚かが現存しており、ディジョン、ランス、ヴェルサイユの美術館などで見ることができる。血痕と水痕の残る本物の手紙も現存しており、現在は第29代クロフォード伯爵ロバート・リンゼイが所有している。
マラーの死から年月を経た後も、多くの画家が彼の死を描いているが、その作品にダヴィッドの傑作の影響が見られる場合もある。後年の作品のうち、ポール・ボードリーの『シャルロット・コルデー』は第二帝政期の1860年に描かれた。当時の教養ある人々の間には、血に飢えた恐ろしい怪物というマラーの「暗い伝説」が広く知られており、この作品でもコルデーはフランスを救うヒロインとして、若い世代に美徳を示す人物として描かれている。ピカソやムンクの場合、様式としては、ダヴィッドの作品に影響を受けたとみられる要素はほとんどない。

## 文化的な影響
- 1897年、フランス人監督ジョルジュ・アトは、『マラーの死』と題した映画を撮っている。リュミエール兄弟に捧げられたこの初期無声映画は、革命家の暗殺を簡潔なワン・ショットで撮影したものである。
- 作品の構成は、スタンリー・キューブリック監督1975年作『バリー・リンドン』の1場面に影響を及ぼした。
- アンジェイ・ワイダ監督1983年の映画『ダントン』のいくつかの場面にダヴィッドのアトリエが登場するが、その際にマラーの肖像画が見られる。
- デレク・ジャーマン監督1986年の映画『カラヴァッジオ』には『マラーの死』を模倣した場面がある。頭にタオルを巻いた記録者がタイプライターを叩きながら、浴槽の中でうつむき、片方の腕を浴槽の外に伸ばしている。
- ヴィック・ムニーズは2010年のドキュメンタリー『ヴィック・ムニーズ/ごみアートの奇跡』で、リオデジャネイロ郊外の大型埋立地の廃棄物を使って、『マラーの死』を再現している。その作品はDVDのカバー写真にも使われた。
- スティーヴ・グッドマンは、1977年のアルバム『Say It in Private』のカバー写真で『マラーの死』を再現、自身でマラーを演じた。
- アメリカのバンドHave a Nice Lifeの2008年のアルバム『Deathconsciousness』で、『マラーの死』が装飾に使用されている。